# Atletiek op de Paralympische Zomerspelen 2024 - 100 m vrouwen T38
De 100 meter voor vrouwen klasse T38 op de Paralympische Zomerspelen 2024 vond plaats op 31 augustus in het Stade de France. Deze klasse is voor atletes met cerebrale parese Deze atletes hebben de lichtste vorm van beperking veroorzaakt door cerebrale parese, vaak slechts in één ledemaat, welke geen invloed heeft op het vermogen om te lopen, wandelen of springen, maar wel op de prestaties. T38 atletes kunnen last hebben van kleine coördinatieproblemen. De winnares van 2020 was Sophie Hahn uit Groot Brittanië. Zij werd in 2024 opgevolgd door de Colombiaanse Karen Palomeque. Lida-Maria Manthopoulou uit Griekenland behaalde het zilver en de bronzen medaille was voor Darian Faisury Jiménez uit Colombia.

## Records
Voorafgaand aan het toernooi waren dit de wereldrecords en Paralympische records.
| Wereldrecord        | Groot-Brittannië Sophie Hahn | 12.38 | Tokio | 28 augustus 2021 |
| Paralympisch record | Groot-Brittannië Sophie Hahn | 12.38 | Tokio | 28 augustus 2021 |

## Series
De eerste drie van beide series kwalificeerden zich direct voor de finale. Van de overgebleven atletes kwalificeerden bovendien de twee snelsten zich voor de finale.

#### Serie 1
| Rang | Baan | Naam                    | Naam | Tijd  | Bijz. |
| ---- | ---- | ----------------------- | ---- | ----- | ----- |
| 1    | 9    | Lida-Maria Manthopoulou | GRE  | 12.53 | Q, PB |
| 2    | 8    | Darian Faisury Jiménez  | COL  | 12.70 | Q, SB |
| 3    | 5    | Maddie Down             | GBR  | 12.93 | Q, PB |
| 4    | 3    | Olivia Breen            | GBR  | 12.95 |       |
| 5    | 6    | Lindy Ave               | GER  | 13.08 | SB    |
| 6    | 7    | Ella Pardy              | AUS  | 13.15 | SB    |
| 7    | 2    | Nele Moos               | GER  | 13.38 | PB    |
| 8    | 1    | Sofia Pace              | FRA  | 13.60 | PB    |
| 9    | 4    | Yuka Takamatsu          | JPN  | 14.86 |       |

### Serie 2
| Rang | Baan | Naam                        | Naam | Tijd  | Bijz. |
| ---- | ---- | --------------------------- | ---- | ----- | ----- |
| 1    | 5    | Karen Palomeque             | COL  | 12.45 | Q, AR |
| 2    | 1    | Sophie Hahn                 | GBR  | 12.52 | Q, SB |
| 3    | 9    | Luca Ekler                  | HUN  | 12.63 | Q, SB |
| 4    | 4    | Rhiannon Clarke             | AUS  | 12.78 | q     |
| 5    | 3    | Margarita Goncharova        | NPA  | 12.84 | q, PB |
| 6    | 8    | Chen Zimo                   | CHN  | 12.97 |       |
| 7    | 2    | Catarina Guimarães          | USA  | 13.54 | PB    |
| 8    | 7    | Friederike Brose            | GER  | 13.80 |       |
| 9    | 6    | Milagros del Valle Gonzalez | ARG  | 14.19 | PB    |

## Finale
| Rang   | Baan | Naam                    | Naam | Tijd  | Bijz. |
| ------ | ---- | ----------------------- | ---- | ----- | ----- |
| Goud   | 4    | Karen Palomeque         | COL  | 12.26 | WR    |
| Zilver | 5    | Lida-Maria Manthopoulou | GRE  | 12.49 | PB    |
| Brons  | 6    | Darian Faisury Jiménez  | COL  | 12.53 | SB    |
| 4      | 9    | Rhiannon Clarke         | AUS  | 12.72 |       |
| 5      | 8    | Luca Ekler              | HUN  | 12.78 |       |
| 6      | 7    | Sophie Hahn             | GBR  | 12.88 |       |
| 7      | 2    | Margarita Goncharova    | NPA  | 12.96 |       |
| 8      | 3    | Maddie Down             | GBR  | 13.02 |       |